# Моблё, Брис
Брис Моблё (фр. Brice Maubleu; 1 декабря 1989, Сен-Мартен-д’Эр, Франция) — французский футболист, вратарь клуба «Сент-Этьен».

## Биография
Начинал карьеру в молодёжной академии «Гренобля». С 2009 года начал тренироваться с основным составом. В 2012 году перешёл в «Тур». Спустя два сезона вернулся в «Гренобль», где стал основным вратарём.
3 апреля 2010 года дебютировал в Лиге 1 в матче против «Лорьяна».